# Big Creek (Wirginia Zachodnia)
Big Creek – jednostka osadnicza w Stanach Zjednoczonych, w stanie Wirginia Zachodnia, w hrabstwie Logan.